# Му (ван Пекче)
Му (кор. 무왕, 武王, Mu-wang, Mu-wang; 580-641) — корейський ван, тридцятий правитель держави Пекче періоду Трьох держав.

## Походження
Був сином вана Попа, втім деякі джерела називають його батьком вана Відока. Зійшов на престол 600 року після смерті вана Попа.

## Правління
Впродовж усього періоду правління вана Му три корейські держави (Пекче, Сілла й Когурьо) перебували в стані постійної війни одне з одним.
На початку свого правління Му кілька разів атакував Сіллу. Також ван заручився підтримкою китайської династії Суй у боротьбі проти Когурьо. Проте війна проти Когурьо, що завершилась поразкою династії Суй, 618 року призвела до падіння останньої та заснування нової династії Тан.
627 року ван намагався повернути захопленні Сіллою землі, та був змушений відмовитись від претензій, коли в справу втрутились дипломати Тан. Того ж року Му відрядив буддійського ченця до Японії. Його місією було доправити до тієї країни релігійні тексти, а також праці з астрономії, історії та географії.
Му переймався будівництвом храмів і палаців. Зокрема 602 року він відкрив найбільший у Пекче храм Міреукса, будівництво якого розпочав ще його попередник. 630 року було відновлено палац Сабі й облаштовано біля нього штучне озеро, найбільше з відомих на території Кореї. Таке будівництво відбувалось за кошти, що мали йти на зміцнення обороноздатності держави. Багато істориків вважають, що зрештою така політика призвела до падіння держави за двадцять років після смерті вана Му.
Попри тісні зв'язки Му з китайською династією Тан, остання наприкінці його правління почала надавати допомогу Сіллі, що дозволило 668 року об'єднати землі Корейського півострову під владою Сілли.